# Bataille de Clark's Mill
Guerre de Sécession
Batailles
- Moore's Mill
- Kirksville
- 1re Independence
- Compton's Ferry
- Lone Jack
- 1re Newtonia
- Old Fort Wayne
- Island Mound
- Clark's Mill

La bataille de Clark's Mill s'est déroulée le 7 novembre 1862 dans le comté de Douglas, Missouri lors de la guerre de Sécession.
Ayant reçu des rapports selon lesquels les troupes confédérées sont présentes dans la région, le capitaine Hiram E. Barstow, le commandant de l'Union à Clark's Mill, envoie un détachement vers Gainesville et en dirige un autre vers le sud-est. Les hommes de Barstow se ruent sur la force confédérée, font une escarmouche et la font reculer. Sa colonne revient alors vers Clark's Mill où ils apprennent qu'une autre force confédérée approche du nord-est. Mettant en batterie son artillerie pour boucler les routes d'approche, Barstow est rapidement engagé dans un combat de cinq heures avec l'ennemi. Sous la protection du drapeau blanc, les confédérés demande la reddition des troupes de l'Union, lesquelles compte tenu de leur infériorité numérique acceptent. Les confédérés libèrent sur parole les troupes de l'Union et partent après avoir mis le feu à la casemate de Clark's Mill. Clark's Mill aide les confédérés à maintenir leur présence dans le sud-ouest du Missouri.
La bataille s'est déroulée dans le centre du comté de Douglas, environ à 16 kilomètres à l'est d'Ava. La région de la bataille est près du siège du comté historique de Vera Cruz près de la confluence des ruisseaux Bryant et Hunter.